# Tergnier
Tergnier je naselje in občina v severnem francoskem departmaju Aisne regije Pikardije. Leta 1999 je naselje imelo 15.069 prebivalcev.

## Geografija
Kraj se nahaja v pokrajini Laonnois v dolini reke Oise ob vodnih kanalih canal latéral à l'Oise, canal de la Sambre à l'Oise in canal de Saint-Quentin, približno 30 km zahodno od Laona.

## Administracija
Tergnier je sedež istoimenskega kantona, v katerega so poleg njegove vključene še občine Beautor, Liez in Mennessis z 18.835 prebivalci.
Kanton je sestavni del okrožja Laon.